# Sayuri Tatemoto
Sayuri Tatemoto (jap. 立本小百合 Tatemoto Sayuri) – japońska zapaśniczka w stylu wolnym. Wicemistrzyni Azji w 2003 roku.